# 커넥틱스 버추얼 게임 스테이션
버추얼 게임 스테이션(영어: Virtual Game Station, VGS)은 소니 플레이스테이션 시리즈 게임들이 데스크톱 컴퓨터에서 플레이될 수 있도록 하는, 커넥틱스가 개발한 에뮬레이터이다. 1999년에 매킨토시용으로 첫 출시되었다. VGS는 MAME가 개발하였다. 재컴파일 CPU 에뮬레이터는 에릭 트라우트가 작성하였다.

## 개요
소니 플레이스테이션 시리즈가 인기의 정점을 찍을 당시 출시된 버추얼 게임 스테이션은 플랫폼을 가리지 않고 최신 컴퓨터 하드웨어에서 풀 스피드로 게임을 실행시킬 수 있던 최초의 플레이스테이션 에뮬레이터였으며 다수의 플레이스테이션 게임들을 지원한 최초의 에뮬레이터이기도 하였다.
오리지널 아이맥 G3/233 MHz 시스템에서 풀 스피드로 실행된다고 광고되었으며(내장된 ATi 그래픽 하드웨어에 의존) 일부의 경우 200 MHz 604e 시스템에서도 적절하게 구동될 수 있었다. 이 제품의 영향력은 꽤 컸는데, 규모가 매우 작았던 당시 매킨토시 게임 라이브러리의 그룹이 플레이스테이션 게임 전반으로 확대될 수준이었다. 그래픽은 전체 화면에서 풀 스피드로 실행이 가능했다. 여러 플레이스테이션 타입의 핸드 컨트롤러는 VGS에서 사용할 것을 염두에 두고 판매되었다. 듀얼쇽 포스-피드백을 받거나 라이트건을 사용하는 기능은 빠져있었다.
VGS는 처음에 NTSC 기반 플레이스테이션 게임용으로 출시되었다가 나중에 PAL 기반 게임용 버전이 출시되었다. PS1처럼 선별된 VGS 시스템용으로 출시된 게임들만 구동이 가능했고 복제판 게임은 동작하지 않았으나 해커 커뮤니티가 모드칩 버전을 출시하는데까지는 그리 오랜 시간이 걸리지 않았다. 버전 1.1과 1.2의 VGS는 이 모드의 동작을 더 어렵게 만들려고 시도했으나 성공하지는 못했다.
VGS는 매우 인기를 끌었는데, 그 이유는 플레이스테이션 가격의 절반이었던데다가 추가적인 하드웨어를 요구하지 않았기 때문이다. VGS는 나중에 마이크로소프트 윈도우로 포팅되었다. Bleem!과 같은 다른 에뮬레이터와의 경쟁으로 인해 인기도가 조금 더 낮았지만 더 나은 호환성을 제공하였다.
소니는 VGS를 위협으로 받아들이고 커넥틱스에 저작권 침해로 법적 소송을 냈다. 이 케이스는 커넥틱스의 승리로 끝이 났지만 소니의 일시적 법원 금지 명령으로 인해 커넥틱스는 당시 소프트웨어를 판매할 수 없었다. 그 이후로 머지 않아 소니는 커넥틱스로부터 VGS를 인수하여 제품은 지속되지 못했다. 그때까지 플레이스테이션 2가 거의 출시될 즈음이었고 오리지널 플레이스테이션은 정점을 찍던 상황이었고 사람들은 차세대 콘솔을 기대하고 있었다.

## 같이 보기
- 플레이스테이션 시리즈
- 커넥틱스
- 리버스 엔지니어링
- Bleem!